# Tribalus atlantis
Tribalus atlantis är en skalbaggsart som beskrevs av Yélamos 1991. Tribalus atlantis ingår i släktet Tribalus och familjen stumpbaggar. Inga underarter finns listade i Catalogue of Life.